# The Wayside
 (octobre 2023).
Si vous disposez d'ouvrages ou d'articles de référence ou si vous connaissez des sites web de qualité traitant du thème abordé ici, merci de compléter l'article en donnant les références utiles à sa vérifiabilité et en les liant à la section « Notes et références ».
The Wayside est une maison à Concord dans le Massachusetts ayant de nombreux liens avec la littérature des États-Unis. Elle fait désormais partie du Minute Man National Historical Park et est administré par le National Park Service. Elle a été nommée National Historic Landmark en 1963.
La première mention de la maison date de 1717. Le Minuteman Samuel Whitney habitait cette maison — qui garde une grande partie de son apparence d'origine — le 19 avril 1775, lorsque les troupes britanniques passèrent juste à côté, sur leur chemin vers la bataille de Lexington et Concord. Durant les années 1775 et 1776, la maison fut occupée par le scientifique John Winthrop, pendant les 9 mois où le Harvard College fut déplacé à Concord.
En 1845, le pédagogue et philosophe Amos Bronson Alcott et sa femme Abby achètent la maison et la nomment Hillside. C’est là que Louisa May Alcott et ses sœurs vécurent plusieurs des nombreuses scènes qui apparurent plus tard dans son livre Les Quatre Filles du docteur March. Les Alcott firent des changements importants dans la maison, aménageant en terrasses la colline derrière la maison et ajoutant un bureau pour Bronson et une chambre pour Louisa.

En 1852, l’auteur Nathaniel Hawthorne achète la maison aux Alcott, la renomme The Wayside et y emménage avec sa femme Sophia et leurs trois jeunes enfants. Pendant que les Hawthorne sont en Europe de 1853 à 1860, ils louent la maison à des membres de la famille, en particulier la sœur de Sophia, Mary Peabody (en), qui épousera plus tard Horace Mann. À son retour à Concord en 1860,  Hawthorne ajoute un  second étage  à  l’aile ouest, ferme le porche, déplace la grange du côté Est de la maison et construit la tour de trois étages à l’arrière, l’appelant son sky parlor. Il semble que Hawthorne n’ait pas été entièrement satisfait du résultat : 

« I have been equally unsuccessful in my architectural projects; and have transformed a simple and small old farm-house into the absurdest anomaly you ever saw; but I really was not so much to blame here as the village-carpenter, who took the matter into his own hands, and produced an unimaginable sort of thing instead of what I asked for. »

— (janvier 1864)

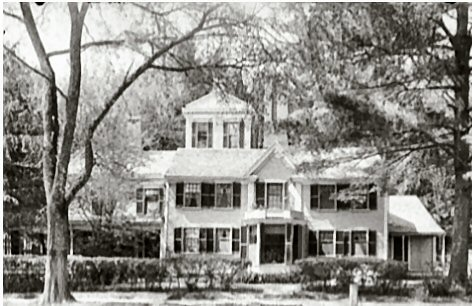
photo prise entre 1890 et 1901

Hawthorne meurt en 1864 et ses héritiers vendent la maison en 1870. Après plusieurs changements de propriétaires, la maison est acquise en 1883 par l’éditeur de Boston Daniel Lothrop (en) et sa femme Harriet, auteur sous le pseudonyme de Margaret Sidney de la série des Five Little Peppers (en) ainsi que d’autres livres pour enfants. Les Lothrop ajoutent l’eau courante en 1883, le chauffage central en 1888 et l’éclairage électrique en 1904, ainsi qu’une grande véranda du côté Ouest en 1887.
En 1963, The Wayside est désigné National Historic Landmark, et en 1965, avec l’aide de la fille de Lothrop : Margaret, elle devient le premier site littéraire à être acquis par le National Park Service.

## Source
- (en) Cet article est partiellement ou en totalité issu de l’article de Wikipédia en anglais intitulé « The Wayside » (voir la liste des auteurs).